# UOLKA Ostrów Mazowiecka
Uczniowski Ostrowski Ludowy Klub Atletyczny Ostrów Mazowiecka – polski klub podnoszenia ciężarów z siedzibą w Ostrowi Mazowieckiej założony w 2000 roku, dawniej wielosekcyjny.
W całej historii działalności w klubie funkcjonowały sekcje: lekkoatletyczna, pięściarska, podnoszenia ciężarów oraz tenisa stołowego. 

## Sekcja podnoszenia ciężarów
Trenerem sekcji podnoszenia ciężarów do 2020 roku był Zygmunt Klepacki. Po jego śmierci, trenerką klubu została była zawodniczka, Anna Grala.
Zawodnicy UOLKA Ostrów Mazowiecka zdobywali medale rangi mistrzostw Polski, mistrzostw Europy, a także mistrzostw świata. Paweł Brylak został piątym zawodnikiem Młodzieżowych Igrzysk Olimpijskich. Z kolei Mateusz Lendzioszek, został mistrzem Europy (2006, w podrzucie +105 oraz w 2008, we rwaniu, podrzucie i dwuboju +105).

## Sekcja bokserska
Trenerem sekcji bokserskiej był Waldemar Pecura, który następnie założył Uczniowski Klub Sportowy „Wojownik”. Nowy klub de facto przejął całą sekcję pięściarską UOLKA.